# 水源乡 (建瓯市)
水源乡，是中华人民共和国福建省南平市建瓯市下辖的一个乡镇级行政单位。

## 行政区划
水源乡下辖以下地区：
水源村、桃源村、吴墩村、钱团村、王厝村、大源村、温洋村、忠溪村、南山村、上坑村、良贤村、横路村、良种场和地州水库管理所生活区。